# Малая Камышла
Ма́лая Камышла́ (чув. Кĕçĕн Хăмăшлă) — деревня в Нурлатском районе Татарстана Российской Федерации. Входит в состав Среднекамышлинского сельского поселения.

## География
Деревня расположена на автомобильной дороге Чистополь — Нурлат, в 8 километрах к северу от города Нурлат.

## История
Известна с 1794 года. Основана выходцами из села Вишнёвая Поляна. В дореволюционных источниках упоминается также как Верхняя Камышла.
До 1860-х годов жители относились к категории государственных крестьян. Занимались земледелием, разведением скота.
В начале XX века в Малой Камышле функционировали ветряная мельница, кузница, крупообдирка, мелочная лавка. В этот период земельный надел сельской общины составлял 916 десятин.
До 1920 года деревня входила в Егоркинскую волость Чистопольского уезда Казанской губернии. С 1920 года в составе Чистопольского кантона Татарской АССР. С 10 августа 1930 года в Октябрьском (с 10 декабря 1997 года — Нурлатский) районе.

## Население
| 1859 | 1897 | 1908 | 1920 | 1926 | 1938 | 1949 |
| ---- | ---- | ---- | ---- | ---- | ---- | ---- |
| 227  | ↗336 | ↗395 | ↗483 | ↘437 | ↘416 | ↗419 |
| 1958 | 1970 | 1979 | 1989 | 2002 |      |      |
| ↘374 | ↗480 | ↘402 | ↘220 | ↗231 |      |      |

## Экономика
Полеводство, скотоводство.

## Социальная инфраструктура
Начальная школа, клуб,магазин,часовня.

## Известные уроженцы
Романов Матвей Тихонович — российский экономико-географ. Доктор географических наук, профессор.